# Олюторская сельдь

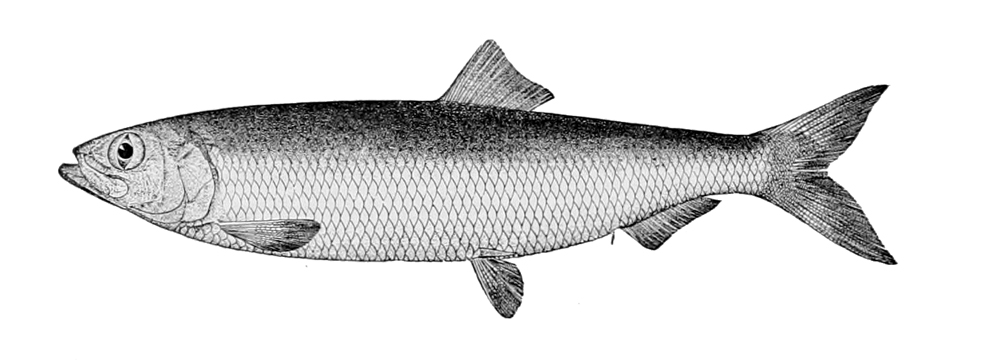

Олю́торская сельдь — распространённое название ко́рфо-караги́нской популяции (стада) тихоокеанской сельди (лат. Clupea pallasii). Обитает в западной части Берингова моря.  
Является ценным промысловым видом, в сравнении с другими популяциями и видами сельди отличается более высокими вкусовыми качествами и более крупными размерами. Состояние запасов и уровень добычи олюторской сельди оказали значительное влияние на историю освоения, экономику и социальную сферу Северной Камчатки. 

## Миграции
Нерестится в мае у побережья Олюторского и Карагинского районов Камчатского края. Сразу после нереста взрослые особи мигрируют в районы нагула между мысами Олюторский и Наварин, распространяясь на восток до 178 градусов восточной долготы. Нагульный период длятся 4—5 месяцев, после чего в сентябре — ноябре мигрирует обратно в Олюторский залив. В течение 20—50 дней сельдь находится в восточной части залива на глубине 40—90 метров. В этот период осуществляется основной её промысел. С похолоданием водных масс сельдь мигрирует на бо́льшую глубину и к середине декабря достигает места зимовки — южнее мыса Говена. Молодь держится отдельно от взрослых особей. Два года она проводит в Карагинском заливе, третий — в Олюторском.

## Динамика популяции
Наблюдения за численностью олюторской сельди ведутся с 1937 года. В 1937—1955 годах численность была средней — от 700 млн до 1180 млн особей, биомасса — от 200 до 500 тысяч тонн, затем уровень повысился, достигнув в 1957 году пика в 3,4 млрд особей (735 тысяч тонн). В 1965—1975 популяция находилась в глубокой депрессии, промысловый запас не превышал 100 тысяч тонн, в 1969 году численность не превышала 240 млн особей. В 1974 году промысловый запас уменьшился до 26 тысяч тонн. В 1976—1992 годах промысловый запас оставался низким, — в среднем 325 млн производителей, в 1993—2001 года запас вырос. С 2002 года популяция вновь снизила численность.
Учёные не пришли к единому мнению о причинах таких колебаний численности. Возможные причины — переловы, эпизоотия, изменения гидрологического режима и кормовой базы и другие факторы. Например, было установлено, что снижение запасов сельди совпадает с ростом запасов минтая в этом районе и наоборот.

## История промысла
Промышленный лов олюторской сельди начался в 1936 году, когда на базе Акционерного Камчатского общества (АКО) была создана База активного опытного лова (БАОЛ), ставшая своего рода «прародителем» промыслового океанического флота Камчатки. Для БАОЛ в Японии были приобретены три сейнера, два деревянных дрифтера и три разведчика. В октябре 1936 года сейнеры и дрифтеры достигли Олюторского залива и приступили к промыслу сельди с применением кошельковых неводов и дрифтерных сетей. Первые уловы были сделаны сначала в бухте Южной Глубокой, затем в бухте Лаврова.
В приказе наркома рыбной промышленности СССР Анастаса Микояна от 4 февраля 1937 года были отмечены «положительные итоги начала работы активного рыболовного флота на Камчатке».
В первое двадцатилетие уловы нарастали медленно. К концу 1950-х — началу 1960-х годов, когда при промысле использовались тралы, уловы стали достигать 100—260 тыс. тонн в год. Промысел нередко вёлся варварскими методами. В 1965 году журналист Василий Песков писал:

Зацепил, например, сейнер две тысячи центнеров, а залить в трюм можно сто пятьдесят (с нарушением норм судоходства — двести—триста). Куда остальную? Позвать бы соседа — ему отдать. Некогда, каждая минута — большие деньги. Вывалил мятую рыбу за борт и ходом на базу. Дошёл. А на базе очередь. Простоял — триста центнеров в третий сорт превратилось, невыгодно сдавать — за борт. Вот и сгинули две тысячи из невода. И у другого так, и у третьего. Сегодня, завтра, несколько лет подряд… На берегу та же картина. Засолили партию рыбы. Заплатили и рыбаку, и засольщику, и за бочку заплачено. Вдруг выясняется: много продукции накопилось, не скоро вывезут, а тут другого сорта пошла сельдь, более жирная. Что делать? На свалку…
.

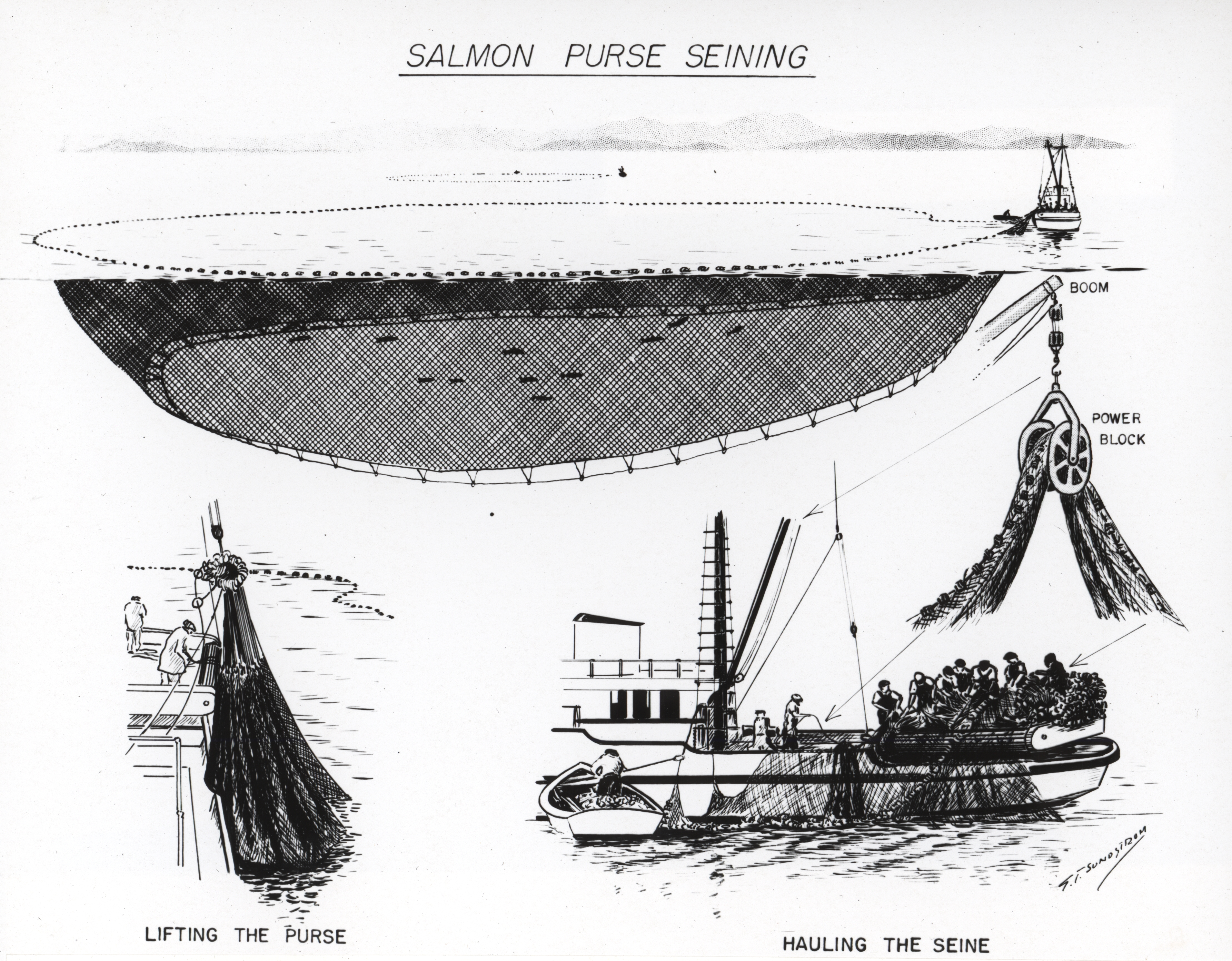
Кошельковый невод, используемый при добыче олюторской сельди, позволял за раз извлекать до 2000 центнеров рыбы

Виктор Потапенко, работавший в 1960—1970-х годах заместителем начальника ПО «Камчатрыбпром», вспоминал:

Добыча была один миллион центнеров селёдки. Сто тысяч тонн! Это бухты Южная Глубокая, бухта Лаврова и Пахачи. Нужно было селёдку посолить, убрать, затарировать, привезти бочку, отгрузить… Мороз — 30 градусов! Цеха не продуваемые, но холодные. Одной бочки нужно было завезти 200 тысяч. А что такое отгрузить селёдку?! Отгрузку вели по 5 тысяч тонн в сутки. На рейде стояло 13 рефрижераторов…
.
С 1970 года промысел вёлся в щадящем режиме, а в 1975 году был прекращен вовсе из-за истощения запасов.
Прекращение промысла привело к резкому ухудшению экономической ситуации в Олюторском районе и закрытию ряда рыбоперерабатывающих предприятий и оставлению посёлков при них.
Популяция постепенно росла, в середине 1980-х промышленный лов был возобновлён (в небольших масштабах). В 1998 году запас олюторской сельди достиг максимума 1,27 млн тонны, а годовой улов составил 152,2 тыс. тонн.
В дальнейшем численность популяции вновь стала снижаться, и в 2005 году промысел олюторской сельди снова был полностью закрыт. В 2011 году учёные разрешили вновь начать лов. В 2012—2016 годах ежегодный вылов составлял от 41,4 тыс. тонн до 90,4 тыс. тонн.

## Влияние на экономику Северной Камчатки
В 1930—1960-х годах на побережье Олюторского и Карагинского районов было создано более десяти рыбоперерабатывающих предприятий, ориентированных на олюторскую сельдь. Для персонала этих предприятий были построены посёлки — в Бухте Южной Глубокой, бухте Лаврова, бухте Натальи, заливе Корфа, Олюторском заливе и другие.
После 1975 года, когда численность популяции олюторской сельди катастрофически упала, большинство предприятий и посёлков при них были заброшены, некоторые (например, Корф) — смогли перепрофилироваться на другие виды рыб. Так, в Олюторском районе в 1975 году были исключены из списка населённых пунктов 9 прибрежных сёл: Ветвей, Дружный, Кавача, Кирпичный, Культбаза, Новоолюторка, Олюторка, Сибирское, Скрытье (для сравнения: в настоящее время в Олюторском районе 7 действующих населённых пунктов, из них прибрежных — 4).

## Кулинарный бренд
Благодаря особым вкусовым качествам олюторская сельдь (в отличие от других популяций тихоокеанской сельди) является особым кулинарно-торговым брендом, известным с советских времён. «Олюторская сельдь (из Олюторского залива) также очень хороша, вкусна и содержит много жира», — упоминалось о ней в изданной в СССР «Книге о вкусной и здоровой пище». В настоящее время она по-прежнему популярна у покупателей.